# WWF Schweiz
WWF Schweiz ist eine gemeinnützige Stiftung mit Sitz in Zürich, die 1961 als dritte Ländergesellschaft des World Wide Fund for Nature gegründet wurde. Sie hat das Ziel, die weltweiten Aktivitäten des WWF zum Erhalt der natürlichen Umwelt und ihrer verschiedenen Erscheinungsformen zu unterstützen. Gemessen an seiner Mitgliederzahl ist WWF Schweiz die grösste Naturschutzorganisation des Landes. Es existieren diverse unabhängige kantonale Sektionen und regionale Gruppen.

## Geschichte
Am 7. Dezember 1961 wurde WWF Schweiz ins Leben gerufen, nach England und den Vereinigten Staaten handelte es sich um den dritten nationalen Ableger der Naturschutzorganisation.:18 Der WWF International mit Sitz in Gland (Kanton Waadt) hatte seine Tätigkeit bereits im April desselben Jahres aufgenommen. Als Rechtsform wurde zunächst der Verein nach Schweizer Recht gewählt, in dem jeder Mitglied werden konnte, was die Identifikation mit den Zielen der Organisation unterstützen sollte. Die offizielle Bezeichnung lautete „Verein zur Förderung des World Wildlife Fund“. Maßgeblicher Initiator von WWF Schweiz war der Rechtsanwalt Hans Hüssy, der später über mehrere Jahre als Präsident der Organisation amtierte. In den ersten Jahren seines Bestehens stammten die wichtigsten Spender des Vereins aus dem Raum Basel und Genf. 1968 bestellte WWF Schweiz Roland Wiederkehr zu seinem ersten hauptamtlichen Geschäftsführer, zu diesem Zeitpunkt verzeichnete der Verein etwa 6.000 Mitglieder. Unter der Leitung Wiederkehrs entwickelte sich WWF Schweiz von einem Einmannbetrieb zu einer Organisation mit etwa 100 Mitarbeitern.
Die programmatischen Positionen des WWF und WWF Schweiz waren nicht immer identisch: So kam es etwa 1973 zu einer Kontroverse zwischen beiden Organisationen, nachdem sich die nationale Sektion den Gegnern der Atomkraft angeschlossen hatte. Man nahm unter anderem an Demonstrationen gegen den Bau neuer Atomkraftwerke teil, während der Stiftungsrat des WWF International eine kooperative Haltung favorisierte. Der Präsident des Stiftungsrats von WWF Schweiz scheiterte damals mit einem Antrag, den gesamten WWF zum Verzicht auf Atomkraft zu bewegen. Letztendlich setzte sich die Haltung in den folgenden Jahren aber doch im WWF durch. In den 1970er-Jahren führten Ereignisse wie zum Beispiel der Unfall im Kernkraftwerk Three Mile Island oder das Sevesounglück zu einem stärkeren Umweltbewusstsein der Gesellschaft, wodurch auch die Mitgliederzahlen von WWF Schweiz wuchsen.
1972 wandelten die Mitglieder den Verein nach dem Vorbild anderer nationaler Sektionen des WWF in eine Stiftung um, deren Name „World Wildlife Fund Schweiz“ und ab 1986 „World Wide Fund for Nature“ lautete. Parallel baute man den Bereich der Umweltbildung stark aus.:61 1976 gründete WWF Schweiz das Schweizer Zentrum für Umwelterziehung in Zofingen (Kanton Aargau), das eine Zweigstelle in Yverdon-les-Bains (Kanton Waadt) unterhielt.:47 Man kooperierte mit einer Arbeitsgemeinschaft beider Hochschulen in Zürich.:56 In den 1980er-Jahren öffnete sich der gesamte WWF für ein breiteres Spektrum des Umweltschutzes, der neben dem Schutz von Tieren und Lebensräumen die gesamte Natur und den Ressourcenverbrauch der Menschen abdecken sollte. Aus diesem Grund änderte der „World Wildlife Fund“ seinen Namen in „World Wide Fund for Nature“.:276 Die Umbenennung wurde 1986 auch von WWF Schweiz vollzogen. Aufgrund der grossen Zahl der Unterstützer hatte WWF Schweiz massgeblichen Einfluss auf den WWF International, etwa bei der Auswahl des Gebäudes für die Zentrale der Organisation. 1993 waren insgesamt 135.000 Personen Mitglied der Organisation.
Seit den 1990er-Jahren sieht das Programm von WWF Schweiz drei Hauptziele vor: die Erhaltung der biologischen Vielfalt, die nachhaltige Nutzung der natürlichen Ressourcen sowie die Eindämmung der Verschmutzung und Verschwendung. Die Stiftung versucht diese durch sogenannte Feldprojekte, Öffentlichkeitsarbeit einschließlich rechtlicher Mittel, Umwelterziehung und Jugendarbeit, Kampagnen und durch die Zusammenarbeit mit zielverwandten Organisationen zu erreichen. WWF Schweiz gehört zu den Gründungsorganisationen des am 25. Juni 1990 gegründeten Vereins Schweizer Allianz Gentechfrei (SAG). 2001 machte WWF Schweiz negative Schlagzeilen, nachdem die Generaldirektorin vom Stiftungsrat entlassen wurde. Sie hatte die Organisation auf die Themen Wald, Wasser und Klima ausgerichtet. Sowohl die Mitarbeiter von WWF Schweiz als auch der kantonalen Sektionen kritisierten die Entlassung. Anschliessend verliess auch die Chefin des Stiftungsrats WWF Schweiz, Hans Hüssy übernahm die Position wieder. Zeitweise wurde WWF Schweiz von Christoph Imboden geführt, der die Strukturen der Stiftung überprüfen sollte, aber ebenfalls öffentlich von Mitarbeitern kritisiert wurde. Beobachter sprachen von einer schweren Krise, sogar der Entzug der Lizenz durch den WWF International stand im Raum. Mit Wirkung zum 1. Januar 2004 übernahm schliesslich Hans-Peter Fricker die Position, der während seiner Tätigkeit bis 2011 vor allem das Profil von WWF Schweiz schärfte.
Eva Wyss ist Projektleiterin Landwirtschaft und seit 2016 auch Co-Präsidentin der Agrarallianz.